# 林維喜案
林維喜案，是一件在1839年發生在大清領土的殺人案。外國商船水手酗酒与尖沙村村民林维喜发生冲突，引发斗殴，结果村民林维喜重伤不治。其亦為引發第一次鴉片戰爭的導火線。
義律回到船上按英國法律審理，林则徐主張此案司法管轄權屬於大清，引起英國爭取在華治外法權的衝突。

## 事件经过
1839年6月3日，林则徐虎门销烟，使英國煙商難以再到廣州從事鴉片貿易，所以英國商船皆聚泊在新安縣尖沙村（今香港尖沙嘴一帶）一帶海面。林則徐堅持要求英商出具「甘結」，若再走私鴉片來華，違者「貨盡沒官，人即正法」。然而英國過去60年都在爭取在華治外法權，若具結無異默認中國對在華英人的管轄權，因此義律和英商堅決抵制這一要求。6月底清軍逮捕了英國商船卡納特克號（Carnatic）上的買辦，被激怒的水手們要求放人，但船長不想火上澆油升高衝突，水手們計畫復仇。:61:62
1839年7月7日（道光十九年五月二十七日），英國商船卡納特克號、曼加勒號（Mangalore）與美國商船之水手上岸酗酒:91，不知哪一方先動手，然後英美水手和尖沙村村民發生衝突，引發鬥毆，結果村民林維喜重傷，於次日身亡。

## 案件處理
英國駐華商務總監義律意識到這是另一宗牽涉到治外法權的糾紛，想息事寧人。他趕到出事現場，透過村民劉亞三給予死者家屬一千五百銀元，另給四百銀元應付清朝官吏勒索，一百銀元分給村民，換取隱瞞林維喜死因。林則徐認為案件蹊蹺，命新安縣知縣梁星源查辦，結果真相大白，林則徐要求義律交出兇手，義律同意賠償死者家屬，但表示無法確定兇手是誰，要求自行審判兇手。:63
林則徐委託美國醫生伯驾和袁德辉合譯瑞士法學家艾默瑞奇·德·瓦特爾的著作《万国律例》。1839年8月12日（道光十九年七月初四），義律在英船威廉要塞號（Fort William）上開庭，對五名嫌犯判处監禁和罰金，便送回英本土監獄服刑，另一人無罪釋放，事後才通知中國官方:92。

## 中英衝突
8月15日，林則徐下令禁止一切貿易，派兵開進澳門，更進一步驅逐英人出境，停止供應英人食物，撤其買辦和佣工。不久後，英人撤離澳門，寄居於貨船上。
9月4日，義律派传教士郭士立與林則徐進行談判，要求解除禁令，請求恢復正常貿易關係，但為林所拒。下午兩時，義律發出最後通牒，林仍不理。三時，英國軍艦首先向中國船艦開火，又突襲九龍山上的清軍，但僅是小衝突，規模不大。短暫武裝衝突之後，因為鴉片來源減少，價格飆升，雙方恢復貿易。:65–66
1840年初，林則徐正式封鎖港口。同年2月，英国政府任命懿律和义律为正副全权代表，懿律为英军总司令。4月，英国议会通过发动战争的决议案。5月初，英國軍艦雲集珠江口，兵力大增，衝突已不可避免。
開戰前，義律曾向林則徐提出了幾種解決糾紛的方案，但林則徐一概不予理會。1840年5月9日晚，林則徐派出火船十艘首先出擊，擊毀英商船11艇。義律驅船北上，猛攻廈門，揭起鴉片戰爭的序幕。

## 欽差上奏
時為清廷委派徹除鴉片之欽差大臣林則徐對此事的奏摺如下：
五月二十七日，尖沙村中有民人林維喜，被夷人酒醉行兇，棍毆斃命。訊據見證鄉鄰，僉稱係英吉利國船上夷人所毆，眾供甚為確鑿。諭令義律交出兇夷，照例辦理，將及兩月，延不肯交，臣等給與論函，亦竟始終不接。 
竊思人命至重，若因英夷而廢法律，則不但無以馭他國，更何以治華民。義律肆意抗違，斷非該國王令其如此，安可聽其狂悖，而置命案於不辦，任奸宄以營耘，壞法養癰，臣等實所不敢。恭查嘉慶十三年，英國兵頭都路厘等在澳門違犯禁令，欽奉諭旨：「即實力禁絕柴米，不准買辦食物等因，欽此。」
此時義律與各奸夷均住澳門，前以裝貨為詞，顯有佔踞之意，今更種種頑抗，自應遵照嘉慶十三年之例，禁絕英夷柴米食物，撤其買辦工人。（ …… ）自七月初九日至十九日，義律率其家眷，及奉逐未去之奸夷央頓等，並散住澳內英夷共五十七人，悉行遷避出澳，寄住尖沙咀貨船及潭仔空躉船上。（ …… ）必俟交出兇夷，埽盡煙土，貨船進埔報驗，空躉悉數開行，一切恪遵法度，然後給還買辦工人，仍准住行住澳。 